# 上寺久雄
上寺 久雄（かみでら ひさお、1920年11月21日 - 2018年5月19日）は、日本の教育学者。兵庫教育大学名誉教授。本籍は広島市。

## 来歴
広島大学大学院博士課程。1964年「デューイ教育哲学の根本問題 質的経験の形成理論」で広島大教育学博士。小学校、中学校、高等学校教諭ののち、大阪市教育研究所所長、大阪教育大学教授、1984年定年、兵庫教育大学学長、1992年退任。文部省「高等学校教育の改革の推進に関する会議」座長。聖徳学園岐阜教育大学学長。1999年、岐阜県公文書公開審査会長として、いじめに関する公文書非公開を妥当と判断した。1997年、勲二等瑞宝章受章。没後従七位から従四位に進階。

## 著書
- 『これからの父親学・母親学 新しい「親と子」の教育学』東方出版 1964
- 『新しい親子の教育学』教育タイムス社 1967
- 『道徳指導の本質と系統性』黎明書房 1968
- 『親よ・親であれ 家庭教育のバックボーン』黎明書房 1971
- 『甘やかすこと・耐えさせること 教育を甦らす十六の視点』黎明書房 1974
- 『それでも親か オヤでない親を求めて』カイガイ出版部 1976
- 『父親の出番 その教育的役割』黎明書房 1978
- 『ゆとりと充実をめざす教育経営 教育指導と管理の統一をめざして』明治図書出版 1979 学校運営研究全書
- 『現代教師論 教育道・授業道を求めて』協同出版 1981 教職課程新書
- 『父親の出番 その教育的役割』黎明書房 1981 れいめい家庭教育双書 のち三笠書房知的生きかた文庫
- 『育児パパの意気地なし 父親はひかり母親はにおい』黎明書房 1982
- 『親の成長と子供の教育』聖教新聞社 1984 文化教養シリーズ
- 『教師の心・教師の顔 教師が教師であるために』教育開発研究所 1986
- 『教育の道・教育の庭』教育開発研究所 1990
- 『師魂教才 教育道に生きる』日本教育新聞社出版局 1995
- 『教育界のさまよい鳥 教育道に生きた軌跡』リトル・ガリヴァー社 2001
- 『「日本のこころ」の底ぢから 「日本を消す教育」から「日本の見える教育」へ』毎日ワンズ 2008

## 共編著
- 『親がする道徳教育 家庭でのしつけの実際』佐藤正夫共著 西日本図書 1960
- 『ティーム・ティーチングの実践研究 その可能性と限界』編著 文理書院 1967
- 『フィルター方式を生かした授業演習教程』編 黎明書房 1967
- 『講座能力差と教育』編 明治図書出版 1971
- 『道徳教育の昏迷からの脱出 道徳教育の前進を目ざして』編著 泰流社 1975
- 『母親のために 新・家庭教育読本』鈴木清,品川不二郎共著 希文社 1975
- 『教育活性化をめざす意欲づくり・人間づくり 現代教育の実践課題』編著 黎明書房 1982
- 『生徒指導』編 有信堂高文社 1982 現代教育学シリーズ
- 『個が生きる感動体験のすすめ方』福岡県大野城市立大野小学校共著 東洋館出版社 1988

## 翻訳
- アーウィン・エドマン『ジョン・デューイ その哲学の現代への寄与』荘司雅子,土井嗣夫共訳 刀江書院 1961
- トニー・ディヴァイン,ジュンホ・ソク,アンドリュー・ウィルソン編『「人格教育」のすすめ アメリカ・教育改革の新しい潮流 道徳、結婚、性教育が主要テーマに』監訳 コスモトゥーワン 2003

## 参考
- 『母親のために』著者紹介

## 注
1. ↑  『現代物故者事典2018～2020』（日外アソシエーツ、2021年）p.161
2. ↑  上寺久雄氏死去／元兵庫教育大学長 四国新聞 2018年5月20日
3. ↑  読売新聞1999.10.19「「実行委支出」、「いじめ報告書」の公文書非公開は妥当と県審査会が答申＝岐阜
4. ↑  『官報』号外第84号、平成9年4月30日
5. ↑  『官報』第7291号、平成30年6月25日